# Lierenfeld
Lierenfeld ist ein Stadtteil von Düsseldorf im Stadtbezirk 8. Der Stadtteil liegt im Bereich des ehemaligen Industriegürtels der Stadt.

## Geografie

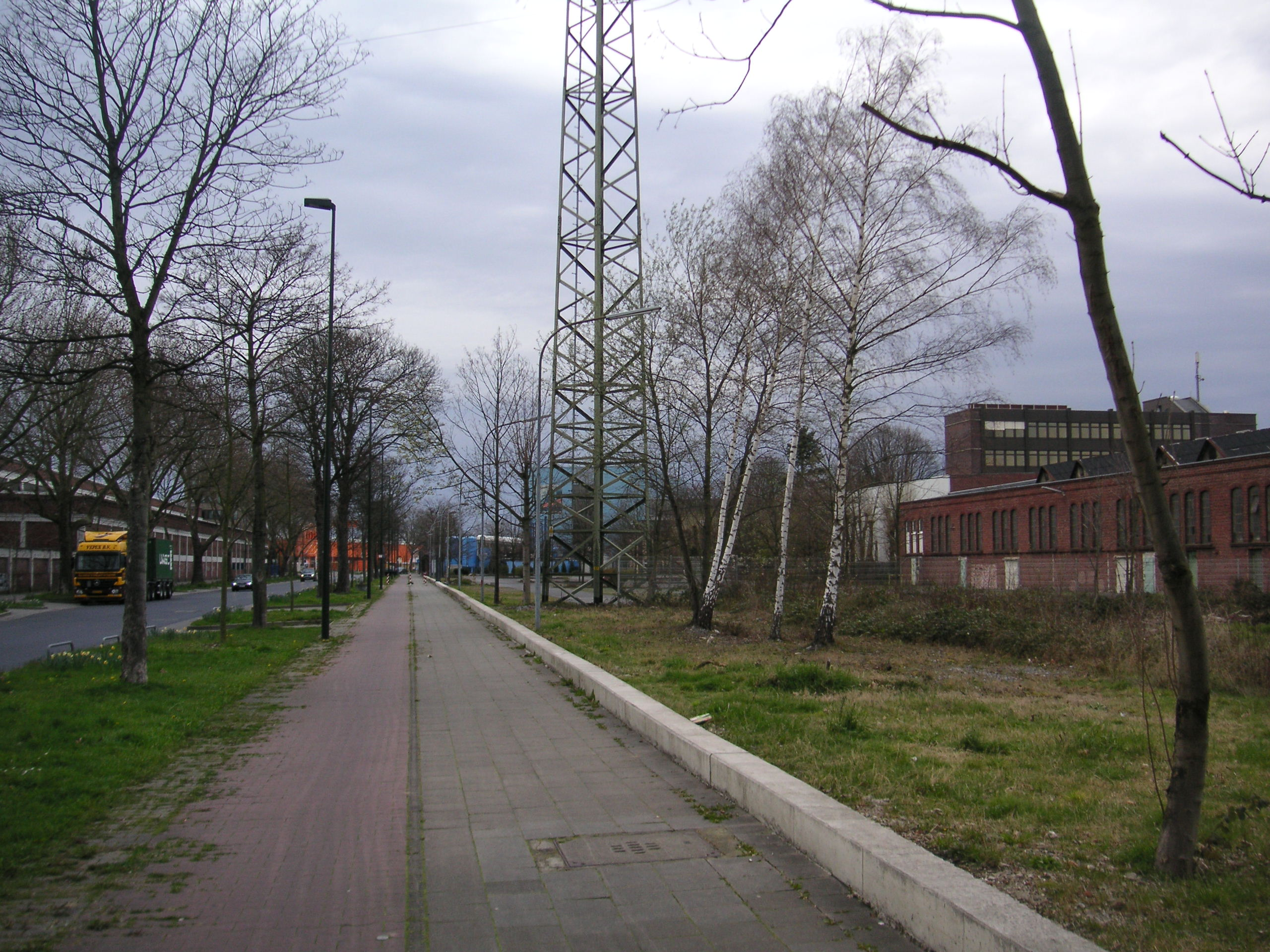
Königsberger Straße mit dem ehemaligen Duewag-Werk (rechts)

Lierenfeld liegt südöstlich des Innenstadtbereiches, hat eine Fläche von 2,44 Quadratkilometern, rund 10.600 Einwohner, und grenzt an die Stadtteile Eller, Flingern, Oberbilk und Gerresheim und liegt damit im Übergangsbereich zwischen innerstädtischer Blockrandbebauung und aufgelockerter, vorortgeprägter Bauweise. Zu den Naherholungsgebieten Eller Forst und Unterbacher See ist es etwa genauso nah wie zur Altstadt.
Zwischen der industriell geprägten Königsberger Straße und der stark befahrenen Erkrather Straße liegt im Osten des Stadtteils, angrenzend an Eller, das kleine Wohngebiet Lierenfelds. Zum 1. Januar 2006 wurde die Stadtteilgrenze zwischen Lierenfeld und Eller verändert, was dazu führte, dass Lierenfeld um 29 Hektar wuchs.

## Geschichte

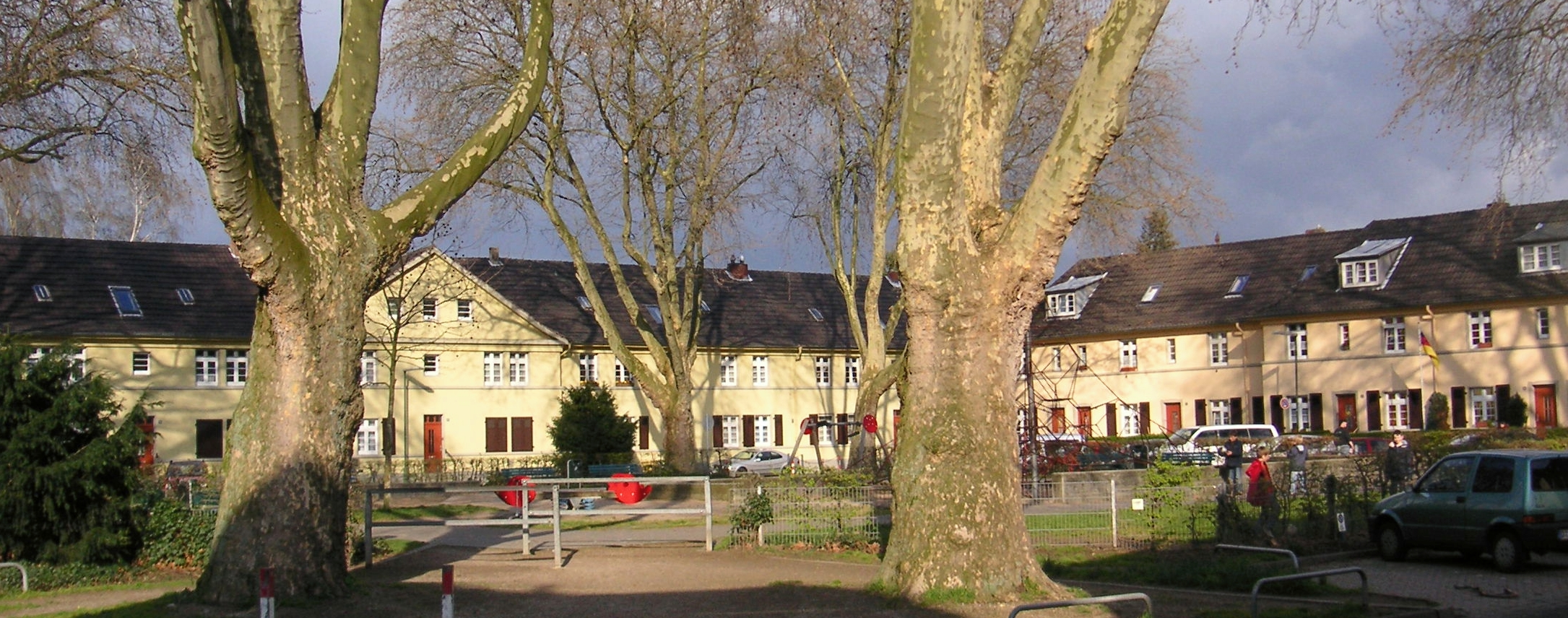
Siedlung Heimgarten

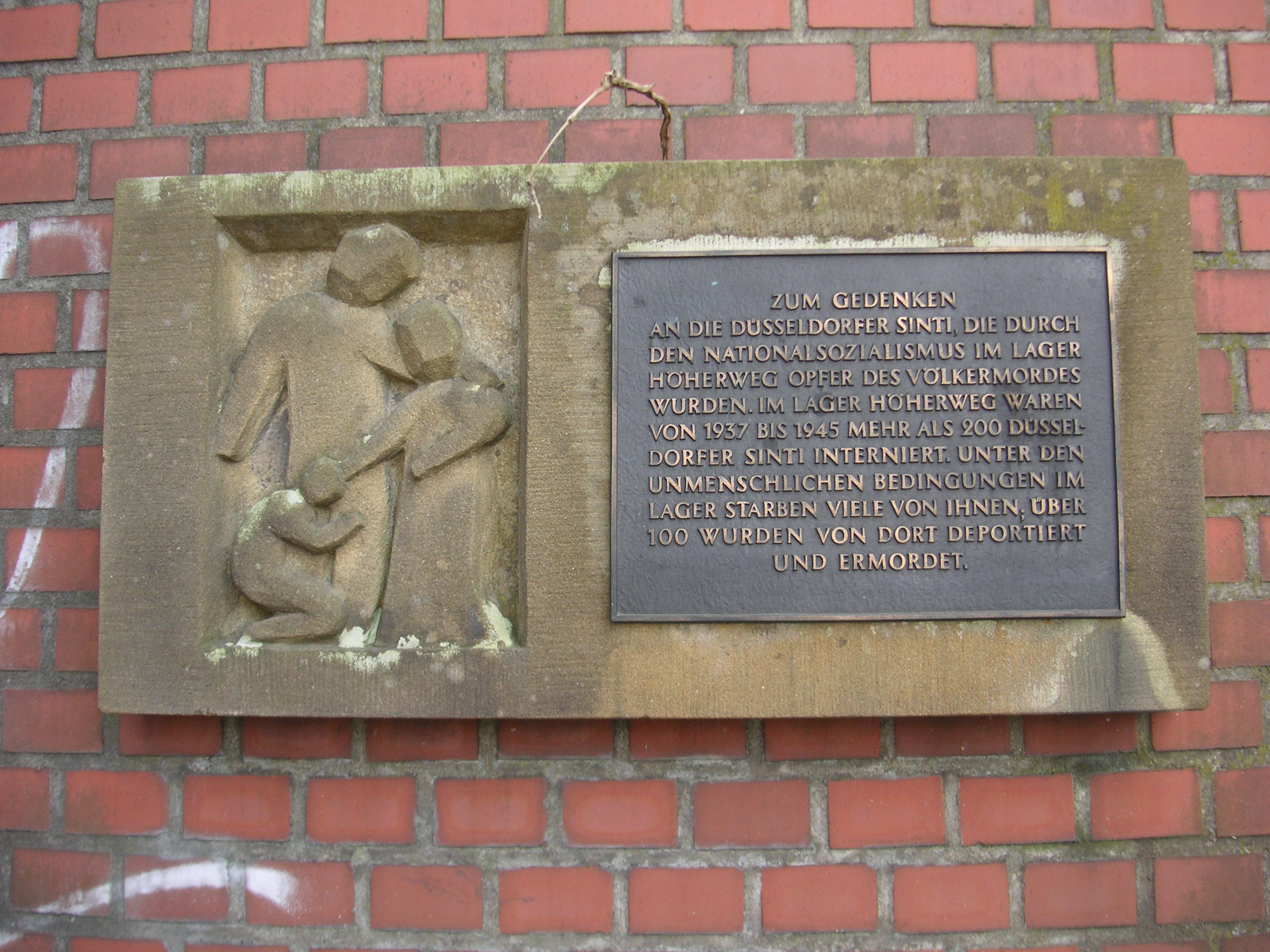
Gedenktafel an das KZ-Außenlager

Das Gebiet, auf dem sich der heutige Stadtteil befindet, gehört seit 1384 zur Stadt Düsseldorf. Der Name Lierenfeld ist seit 1395 bezeugt. In der waldreichen und sumpfigen Gegend, die weit außerhalb der Stadtmauer lag, gab es vereinzelte Höfe. Noch 1855 lebten nur 219 Menschen in Lierenfeld.
Die Entwicklung des Stadtteils begann mit dem Zeitalter der Industrialisierung. Ab 1860 richteten belgische Einwanderer Ziegeleien in Lierenfeld ein. 1919 verlegte der Düsseldorfer Unternehmer Albert Schöndorff seinen Waggonbaubetrieb von Derendorf nach Lierenfeld. Das Werk legte den Grundstein für die industrielle Entwicklung des Stadtteils. Aus dem Waggonwerk entwickelte sich die DUEWAG AG, die an der Königsberger Straße bis zum Jahr 2000 Straßenbahnen produzierte. Entlang der fast parallel laufenden Erkrather Straße lagen weitere Industriebetriebe.
Der Stadtteil erhielt 1911/12 mit der katholischen Pfarrkirche St. Michael ein eigenes Gotteshaus. In den 1920er Jahren wurde anlässlich der GeSoLei die Siedlung Heimgarten im Stil holländischer Wohnhöfe erbaut. Rund um zwei zentrale Plätze wurden in zweigeschossiger und einheitlicher Bauweise Reihenhäuser errichtet. Die Siedlung lag damals isoliert und ohne Infrastruktur zwischen Industriegebiet und Feldern. Zum Teil wurde dieser Mangel durch die hinter den Häusern liegenden Nutzgärten gemildert. Der Vorteil für die Bewohner lag in der Nähe zu den Industriearbeitsplätzen bei gleichzeitiger Möglichkeit einer gewissen Selbstversorgung.

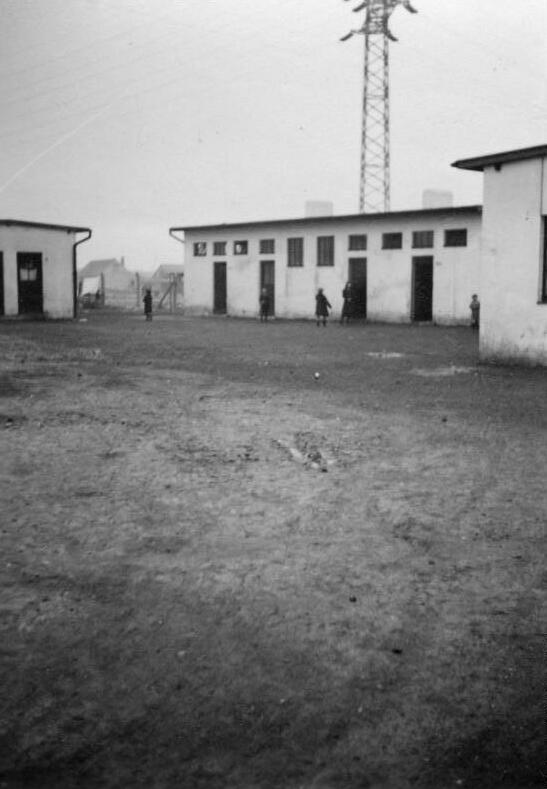
Internierungslager für Sinti und Roma (1937)

Den Abschluss zur Erkrather Straße und damit zu den Industrieanlagen bildete ein Riegel mehrerer großer Geschosswohnhäuser, durch die ein Torbogen noch heute zu der kleinen Gartenstadt führt. Von der Siedlung Heimgarten ausgehend, entwickelte sich ab den 1930er Jahren ein kleines, durch Ein- und Zweifamilienhäuser geprägtes Wohngebiet. In Richtung Eller folgte nach dem Zweiten Weltkrieg in größerem Umfang Geschosswohnungsbau der Wohnungsbaugenossenschaft Düsseldorf-Ost, die heute in Lierenfeld ihren Sitz hat, und zu deren Gründern Albert Schöndorff gehörte.
Zur Zeit der nationalsozialistischen Herrschaft bestand am Höherweg ein Lager, in dem zwischen 1937 und 1945 insgesamt über 200 Sinti interniert wurden. Zahlreiche Häftlinge wurden deportiert und ermordet. An der Eisenbahnbrücke an der Ecke Höherweg / Posener Straße erinnert eine Gedenktafel an dieses Lager. Der Bildhauer Otto Pankok hat in Erinnerung an die Verfolgung der Sinti und Roma ein Denkmal geschaffen, welches in der Düsseldorfer Carlstadt steht. Es zeigt das Mädchen Ehra mit einem Ball. Das Kind war einer der wenigen Überlebenden des Lagers Höherweg.
Auch Albert Schöndorff, der maßgeblich die Geschichte des Stadtteils geprägt hatte, wurde als Jude Opfer der Nazis und in Auschwitz ermordet.

## Verkehr
Hauptverkehrsader ist die Erkrather Straße, die im weiteren Verlauf in die Reisholzer Straße übergeht. Dieser Straßenzug ist die Hauptverbindungsachse zwischen der Innenstadt und dem Stadtteil Eller und stark befahren. Eine weitere wichtige Verkehrsader ist die Königsberger Straße.
Im öffentlichen Personennahverkehr nimmt die Haltestelle Schlesische Straße eine wichtige Stellung ein. Hier werden Umsteigemöglichkeiten zwischen Bus, Straßen- und Stadtbahn mit Direktverbindungen in Richtung Innenstadt, Flughafen, Messe und Neuss Hbf angeboten. Die Linien 734 und 736 verbinden Lierenfeld mit Erkrath, Gerresheim und Unterbilk. Am Wochenende und vor Feiertagen hält hier auch der Nachtverkehr der Rheinbahn.
Der Betriebsbahnhof Düsseldorf-Lierenfeld liegt an der Güterumgehungsbahn Düsseldorf.

## Politik
In Lierenfeld existieren ein Ortsverband der CDU und ein Ortsverein der SPD. Grüne und FDP organisieren sich in Stadtbezirksgruppen. Im Düsseldorfer Stadtrat vertreten drei Ratsherren den Kommunalwahlbezirk Lierenfeld: Burkhard Albes (SPD, direkt gewählt), Christian Rütz (CDU) und Mirko Rohloff (FDP). Lierenfeld gehört zum Zuständigkeitsbereich der Bezirksvertretung 8. Aus Lierenfeld stammen die Bezirksvertreter Claudia Albes (SPD) und Christian Rütz (CDU).

## Wirtschaft, Infrastruktur und öffentliche Einrichtung

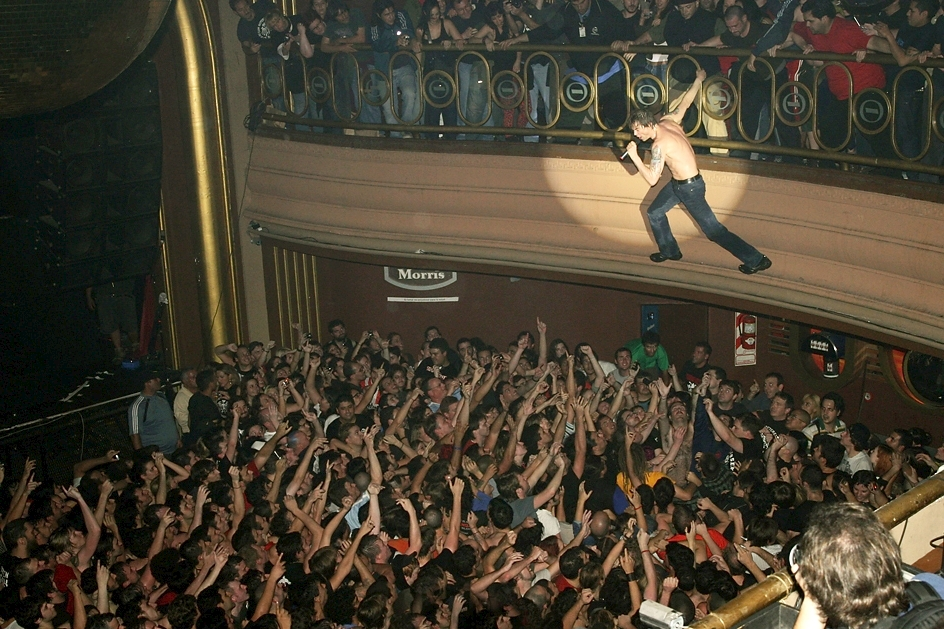
Punkrockband Die Toten Hosen

Lierenfeld ist heute noch weitgehend durch produzierendes Gewerbe geprägt, dessen Flächenanteil etwa doppelt so groß ist wie der für den Wohnungsbau genutzten.
Freie Fabrikhallen haben in den 1990er Jahren eine junge, urbane Subkultur sowie die Disko- und Partyszene angezogen. Die ehemalige Mannesmann-Industrieanlage Stahlwerk ist seit langem ein bekannter Veranstaltungsort für Events wie z. B.: schwuler Mandance, Sommerstrand, Streetfoodfestival oder weihnachtliches Gänseessen. Das zeitweise überregional bekannte Tor 3 an der Grenze zu Lierenfeld hat eine wechselvolle Geschichte hinter sich, in der auch Clubkonzerte stattfanden, und begrüßt einstweilen den „Ambis Club“ in seinen Räumlichkeiten.
Düsseldorfs bekannteste Punkrocker, Die Toten Hosen, haben im rauen Charme der Industriearchitektur ihr Quartier bezogen genauso wie die Theaterkantine oder das benachbarte Künstlerquartier Weltkunstzimmer (bereits Stadtteil Flingern).
Das städtische Nahverkehrsunternehmen Rheinbahn AG hat seinen Hauptsitz an der Lierenfelder Straße und betreibt dort Werkstatt und sein größtes Depot. In den ehemaligen Räumen der Fa. Metso Lindemann entsteht der Startup Hub und Coworking Space Factory Campus für gemeinschaftliches Arbeiten von jungen Unternehmen und Kreativen. Auch der Paketdienst UPS hat seine Düsseldorfer Niederlassung in der Lierenfelder Straße.
Daneben sind Mittelständler und Zulieferer für Handwerk, Industrie und Gewerbe wie etwa Thyssenkrupp Schulte zu verzeichnen, sodass der Blaumann genauso für Lierenfelds Wirtschaft steht wie der Webdesigner oder der Partygänger.

### Bevölkerung
Der Anteil ausländischer Bürger liegt mit 23,5 % über dem städtischen Durchschnitt von 16,9 %. Mit 1,7 Kindern pro Familie ist der Stadtteil kinderreich; der Anteil Alleinerziehender liegt bei über 37 %, die Arbeitslosigkeit bei über 20 %.
Trotz der sozialen Probleme, mit denen der Stadtteil zu kämpfen hat, und der prägenden Industrie gibt es in Lierenfeld auch idyllische Straßenzüge, in denen überwiegend Mittelstandsfamilien wohnen.

### Feuerwehr

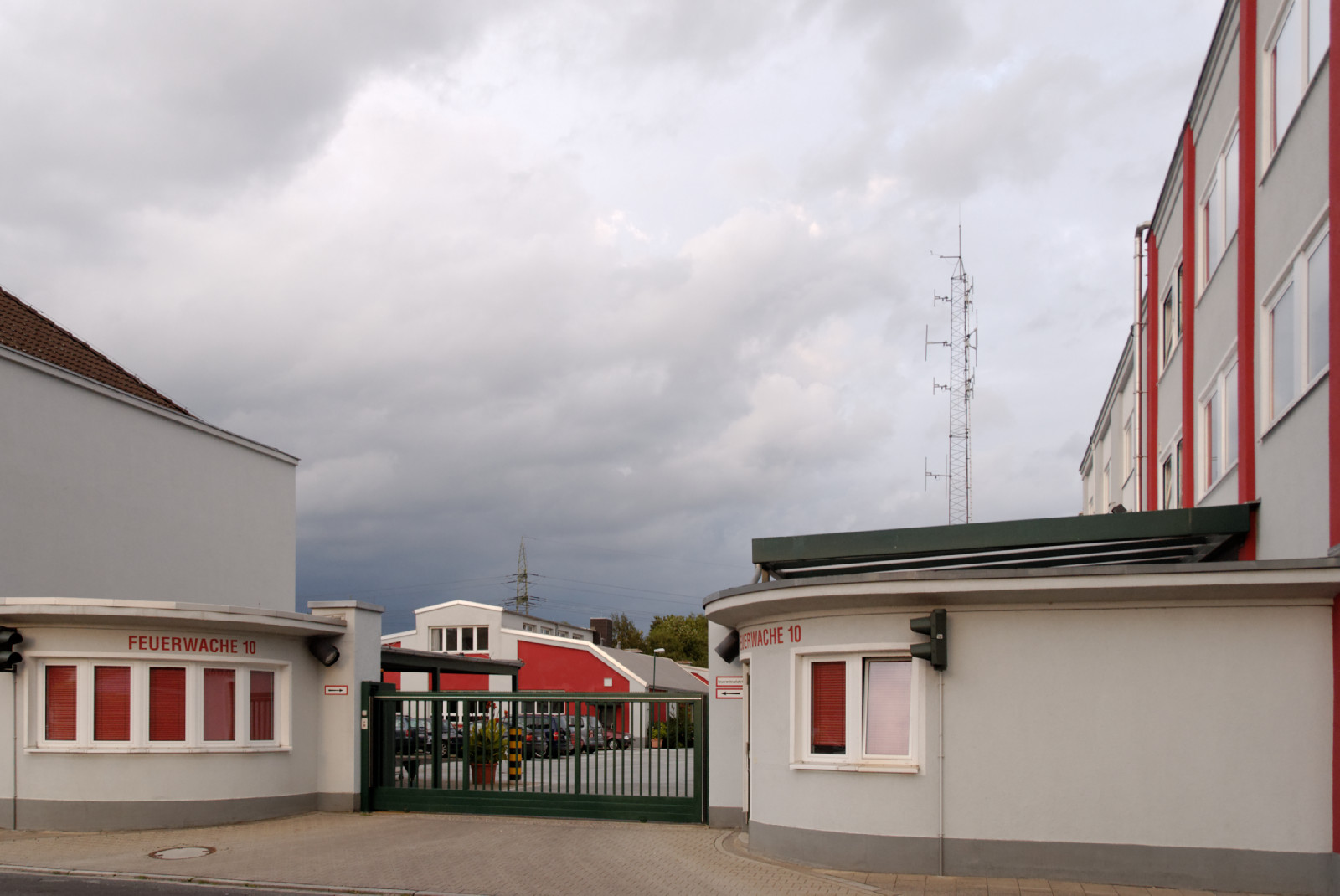
Feuerwache an der Posener Straße

Im Stadtteil Lierenfeld, an der Posener Straße, ist die Feuerwache für Umweltschutz und Technische Dienste der Berufsfeuerwehr Düsseldorf stationiert.

## Freizeit und Sport
Auf der Bezirkssportanlage am Wilhelm-Heinrich-Weg 2 bietet der Düsseldorfer Sportverein 04 Lierenfeld e. V. die Sportarten Fußball, Leichtathletik, Gymnastik und Tennis an. Nebenan befindet sich das Vereinsheim vom St. Seb. Schützenverein Düsseldorf-Lierenfeld 1924 e. V.
Am Gatherweg 98 stellt das Kulturamt der Landeshauptstadt Düsseldorf Bands und Nachwuchstalenten im Musikbunker kleine und große Proberräume zur Verfügung.

## Sonstiges

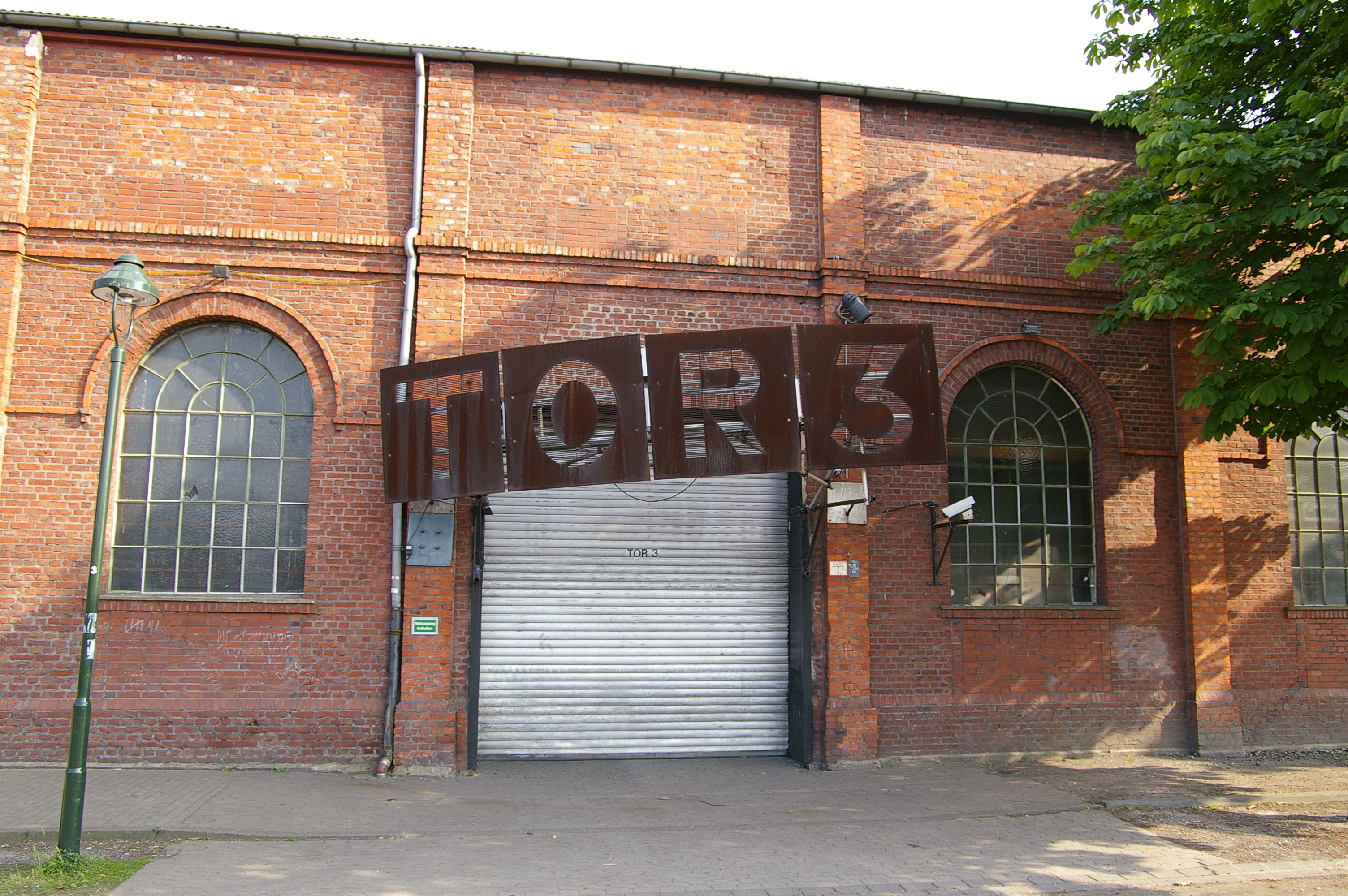
Das legendäre und inzwischen geschlossene „Tor 3“

In Lierenfeld befindet sich ein umbauter Hochbunker der Bauart Winkel.
Zur heutigen gewerblichen Nutzung des Geländes am Höherweg siehe Automeile Höherweg.